# Arlanch
Arlanch è una frazione di 21 abitanti del comune di Vallarsa, che si trova nella omonima valle, nella provincia autonoma di Trento.

## Geografia fisica
Arlanch è situata a 544 m s.l.m. sulla sponda destra della Vallarsa, sotto il Monte Pasubio e vicino al Gruppo del Carega, monte che circonda la Vallarsa e appartiene alle Piccole Dolomiti, nelle Prealpi Venete. La frazione dista circa 4 km da quella di Raossi, sede del comune sparso. 
Per raggiungere Arlanch, lasciata la Strada provinciale 89 Sinistra Leno (SP 89), si deve percorrere una piccola e stretta vallata bagnata dal torrente Leno.

## Monumenti e luoghi d'interesse
Nella frazione vi è un antico mulino del XIX secolo. La sua attività cominciò a inizio Ottocento per proseguire fino al 1958, quando l'acqua del torrente Leno fu insufficiente per farlo ancora funzionare, a causa delle due dighe, nel frattempo costruite, di Speccheri e Busa.
Dopo la ristrutturazione, si possono vedere la grande ruota in legno del mulino e le macine, oltre che i macchinari e gli strumenti utilizzati nella macinazione del frumento, del grano saraceno, dell'orzo e del granoturco.